# Еловый (приток Малого Таза)
Еловый — река в России, протекает по территории Красноселькупского района Ямало-Ненецкого автономного округа и Туруханского района Красноярского края. Устье реки находится в 30 км по правому берегу реки Малый Таз. Длина реки составляет 11 км.

## Данные водного реестра
По данным государственного водного реестра России относится к Нижнеобскому бассейновому округу, водохозяйственный участок реки — Таз. Речной бассейн реки — Таз.
Код объекта в государственном водном реестре — 15050000112115300063563.